# 夏木マリ・丈夫も芸のうち
『夏木マリ・丈夫も芸のうち』（なつきマリ・じょうぶもげいのうち）は、NHKラジオ第1放送で2013年4月2日から2015年3月24日まで、毎週火曜日20:05頃-20:55に生放送されたトーク番組である。
女優・歌手の夏木マリがパーソナリティーを務め、「お年頃の私たちが一番興味を抱くのは食。丈夫であれば芸も磨かれます。いろいろな世界のゲストの人たちと、食やアートなどの話で盛り上がりたい」と、毎回、各界の芸能人、文化人、著名人をゲストに、食やそのゲストのその道を歩むにあたっての様々な取り組みや過去の経験を対談した。パートナーは渋谷亜希
レギュラー放送終了後も復活特番として、不定期で放送されている。
- 2015年5月4日17:05頃-18:50（ニュース中断あり）「夏木マリの作り方・肉体編」この回以後渋谷に代わり、DJ AIKO62がパートナーを務めた
- 同7月16日20:05頃-21:30（ニュース中断あり）「夏木マリの作り方・音楽編」この回はAIKO62に加え、ゲストとして鈴木圭介、グレートマエカワ、斉藤ノヴ、北村力が参加した。